# Конаду Ядом
Конаду Ядом (англ. Konadu Yiadom; нар. 10 червня 2000, Гана) — ганський футболіст, захисник «Гартс оф Оук», який виступає в оренді за криворізький «Кривбасу».

## Клубна кар'єра

### Ранні роки
Футболом розпочав займатися в скромному нижчоліговому «Тема Юнайтед» (з міста Тема, Велика Аккра), у складі якого 2018 року й розпочав дорослу футбольну кар'єру.

### ВАФА та «Гартс оф Оук»
У січні 2018 року підписав 3-річний контракт з ВАФА й одразу ж переведений до першої команди, де повинен був замінити Ібрагіма Абукарі, який отримав важку травму. Дебютував за новий клуб 2 травня 2018 року в переможному (2:1) матчі проти «Берекум Челсі». У своєму дебютному сезоні в ВАФА провів 5 поєдинків у національному чемпіонаті. У наступному сезоні, 2019/20, зіграв у 14 матчах чемпіонату та відзначився 2-ма голами до того, але згодом змагання спочатку призупинили, а потім і взагалі зупинили у зв'язку з обмеженнями, пов’язані зі спалахом пандемії COVID-19 у Гані.
16 серпня 2022 року став гравцем одного з грандів ганського футболу, «Гартс оф Оук», але основним футболістом так і не став.

### Оренда в «Кривбас»
31 серпня 2023 року уклав орендний договір з «Кривбасом», розрахований до 30 червня 2024 року, по завершенні якого український клуб матиме право викупу.

## Кар'єра в збірній
Викликався до олімпійської збірної Гани (U-23). У футболці національної збірної Гани дебютував 24 липня 2022 року. Х цього часу за національну команду провів 7 матчів, відзначився 1-м голом.